# Conte di Chichester
Conte di Chichester fu un titolo nobiliare creato tre volte, due durante il Regno d'Inghilterra e una nel Regno Unito.
Venne creato per la prima volta nel 1644 a favore di Francis Leigh, primo Barone di Dunsmore. Alla sua morte nel 1653 il titolo andò a suo genero Thomas Wriothesley, che aveva sposato Elizabeth Leigh e dalla quale non ebbe eredi maschi.
La seconda creazione fu voluta da Carlo II d'Inghilterra nel 1675 a favore di suo figlio illegittimo Charles Fitzroy, creato anche duca di Southampton, e dei suoi eredi.

## Elenco dei Conti di Chesterfield della prima creazione
- Francis Leigh, I conte di Chichester († 1653)
- Thomas Wriothesley, IV conte di Southampton, II conte di Chichester (1608-1667)

## Elenco dei Conti di Chesterfield della seconda creazione
- Charles FitzRoy, II duca di Cleveland, primo duca di Southampton (1662-1730)
- William FitzRoy, III duca di Cleveland, secondo duca di Southampton (1698-1774)

## Elenco dei Conti di Chesterfield della terza creazione
- Thomas Pelham, I conte di Chichester (1728-1805)
- Thomas Pelham, II conte di Chichester (1756-1826)
- Henry Thomas Pelham, III conte di Chichester (1804-1886)
- Walter John Pelham, IV conte di Chichester (1838-1902)
- Francis Godolphin Pelham, V conte di Chichester (1844-1905)
- Jocelyn Brudenell Pelham, VI conte di Chichester (1871-1926)
- Francis Godolphin Henry Pelham, VII conte di Chichester (1905-1926)
- John Buxton Pelham, VIII conte di Chichester (1912-1944)
- John Nicholas Pelham, IX conte di Chichester (n. 1944)